# Svart puckelfly
Svart puckelfly, Aporophyla nigra, är en fjärilsart som beskrevs av Adrian Hardy Haworth 1809. Svart puckelfly ingår i släktet Aporophyla och familjen nattflyn, Noctuidae. Arten är ännu inte funnen i Sverige eller Finland. En underart finns listad i Catalogue of Life. Aporophyla nigra cinerea Staudinger, 1901.

## Bildgalleri

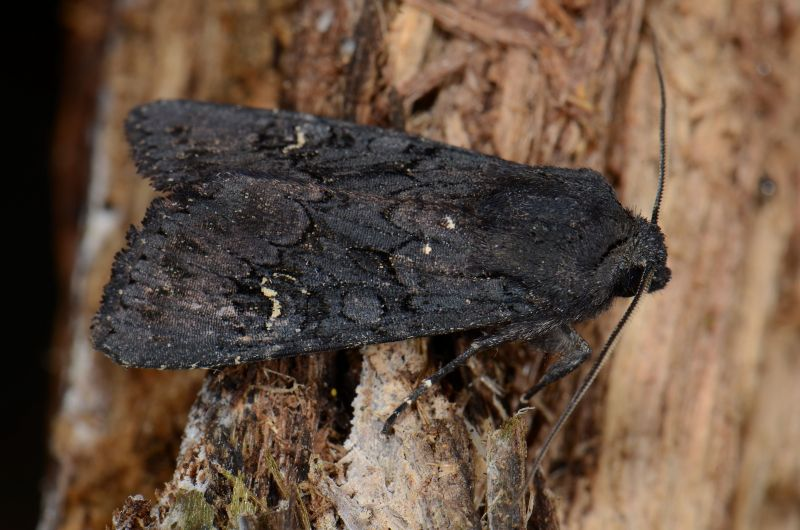
Imago fjäril
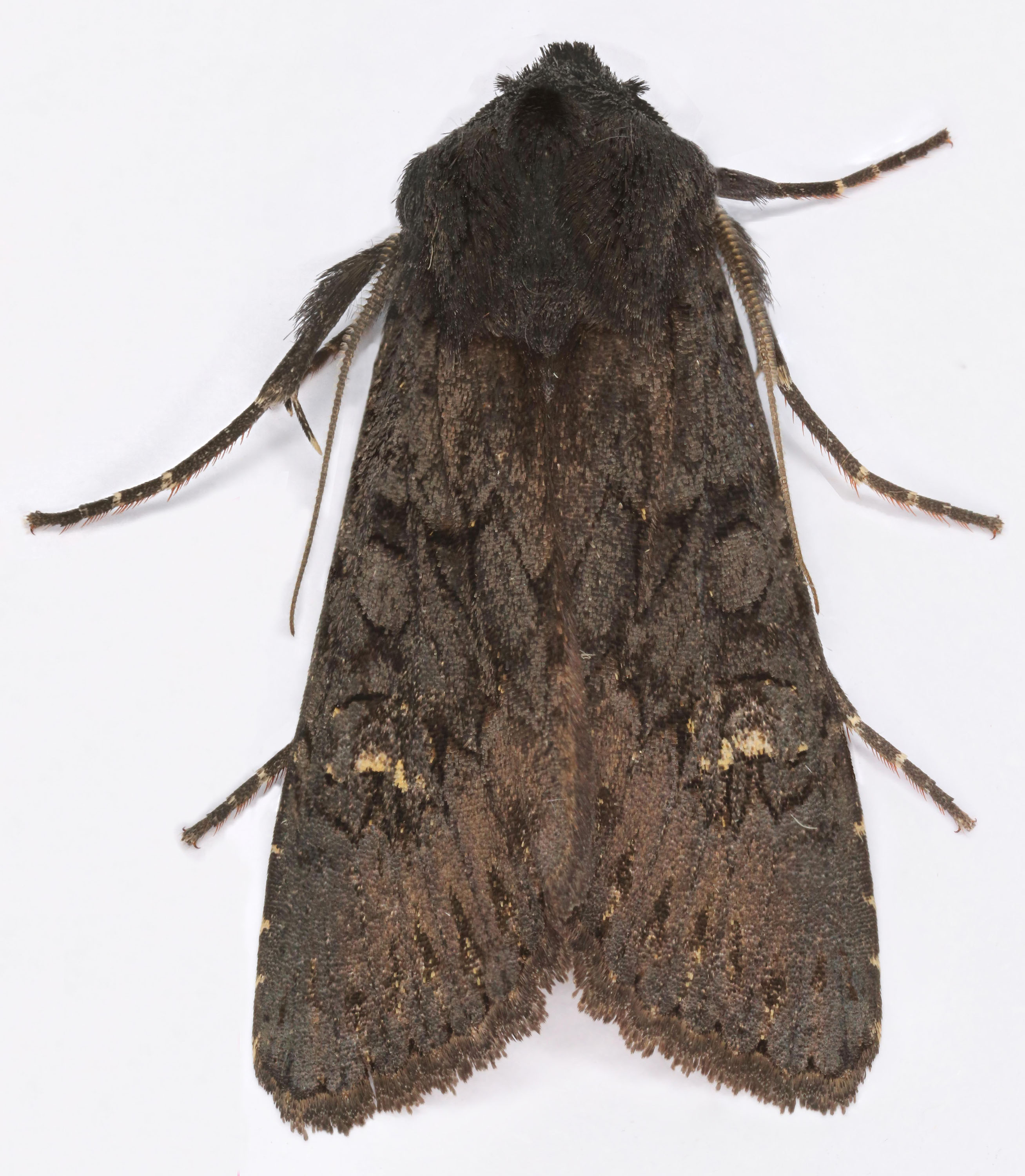
Imago fjäril
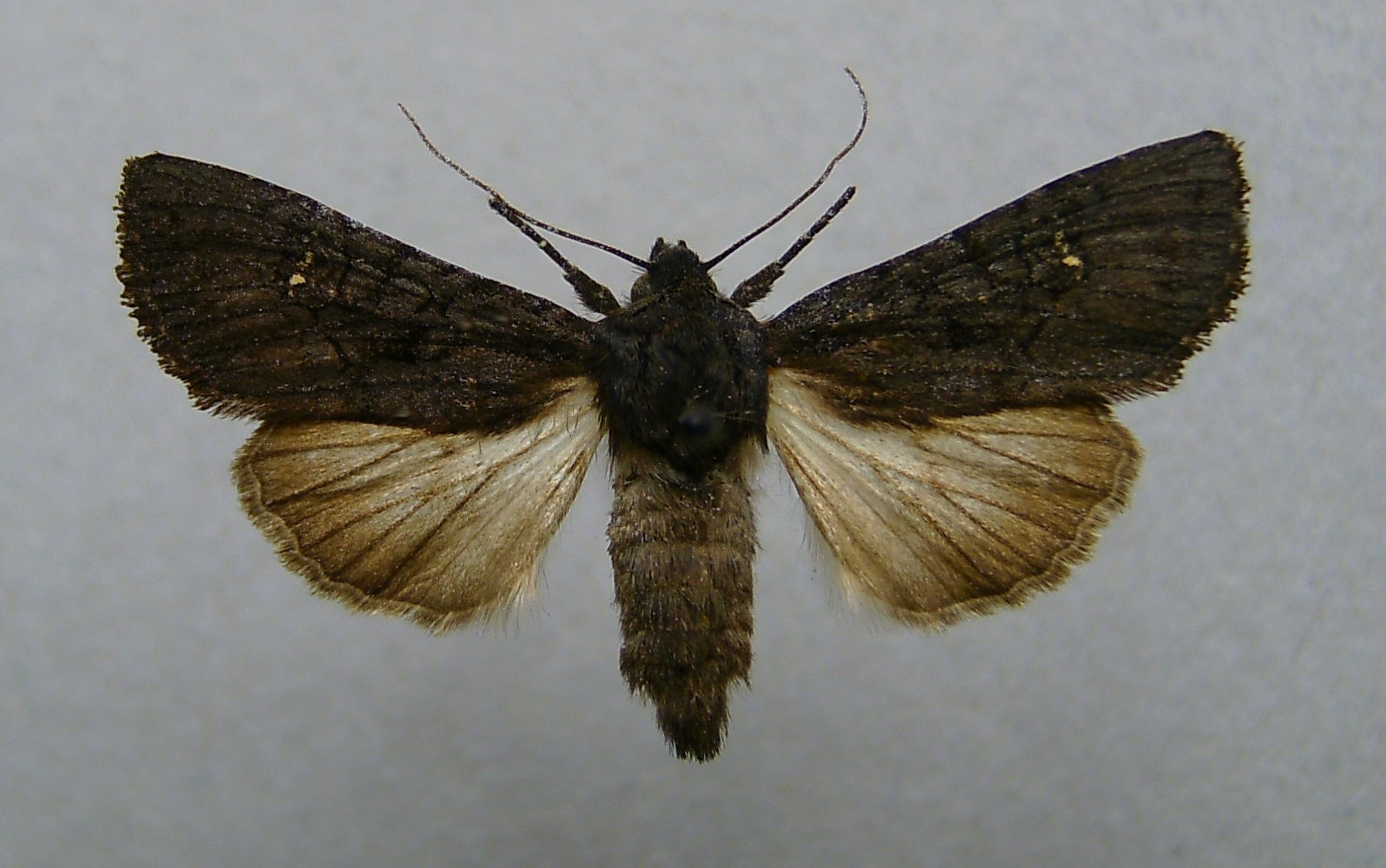
Preparerad (uppnålad) imago fjäril